# Mackenheim
 Mackenheim (en alsacià Màckene) és un municipi francès, situat a la regió del Gran Est, al departament del Baix Rin. L'any 2008 tenia 688 habitants.
Forma part del cantó de Sélestat, del districte de Sélestat-Erstein i de la Comunitat de comunes del Ried de Marckolsheim.

## Demografia
| 1962 | 1968 | 1975 | 1982 | 1990 | 1999 |
| ---- | ---- | ---- | ---- | ---- | ---- |
| 568  | 580  | 628  | 598  | 682  | 654  |

## Administració
| Període | Identitat             | Partit |
| ------- | --------------------- | ------ |
| 2001-   | Jean-Claude Spielmann |        |

## Agermanament
- Sent Cíbran